# Simon Robert Naali
Simon Robert Naali (ur. 9 marca 1966 w Mogitu w dystrykcie Hanang w regionie Manyara, zm. 13 sierpnia 1994 w Moshi) – tanzański lekkoatleta, maratończyk. W 1990 roku zdobył brązowy medal na Igrzyskach Wspólnoty Narodów w Auckland.
W 1992 reprezentował swój kraj podczas igrzysk olimpijskich w Barcelonie, jednak nie ukończył biegu maratońskiego. Rok później zajął 11. miejsce w tej samej konkurencji na mistrzostwach świata w Stuttgarcie.
Zginął w wypadku drogowym.

## Rekordy życiowe
- bieg maratoński – 2:10:38 (1990)